# Episodi di Apollo Gauntlet
La prima stagione della serie animata Apollo Gauntlet, composta da 6 episodi, è stata trasmessa negli Stati Uniti, da Adult Swim, dal 9 luglio al 13 agosto 2017.
In Italia la stagione è inedita.
| nº | Codice di produzione | Titolo originale | Prima TV USA   |
| -- | -------------------- | ---------------- | -------------- |
| 1  | 101                  | Origin           | 9 luglio 2017  |
| 2  | 102                  | Eros             | 16 luglio 2017 |
| 3  | 103                  | Lunacy           | 23 luglio 2017 |
| 4  | 104                  | Dinner Party     | 30 luglio 2017 |
| 5  | 105                  | Demon            | 6 agosto 2017  |
| 6  | 106                  | Bellenus Blade   | 13 agosto 2017 |

## Origin
- Titolo originale: Origin
- Diretto da: Greg Franklin
- Scritto da: Myles Langlois

Paul Cassidy, un poliziotto terrestre, viene trasportato in un altro mondo da uno scienziato malvagio di nome Dott. Benign. Ma quando scopre un abito magico e dei guanti parlanti in una camera sotterranea, Paul si trasforma in un nuovo eroe: Apollo Gauntlet.
- Ascolti USA: telespettatori 709.000 – rating/share 18-49 anni.[1]

## Eros
- Titolo originale: Eros
- Diretto da: Griffith Kimmins
- Scritto da: Myles Langlois

Il Principe Eros ritorna nel Regno di Bellenus e minaccia di usurpare la posizione di Apollo Gauntlet come eroe locale, pretendendo di far salire suo fratello Orenthal al trono reale.
- Ascolti USA: telespettatori 551.000 – rating/share 18-49 anni.[2]

## Lunacy
- Titolo originale: Lunacy
- Diretto da: Griffith Kimmins
- Scritto da: Myles Langlois

Il caporale Vile crea anarchia nel regno con un'eclissi ghiacciata. Apollo e la sua nemesi Dott. Benign devono cooperare per fermarlo.
- Ascolti USA: telespettatori 551.000 – rating/share 18-49 anni.[3]

## Dinner Party
- Titolo originale: Dinner Party
- Diretto da: Griffith Kimmins
- Scritto da: Myles Langlois

Mentre partecipa ad una cena al Castello Bellenus, Apollo scopre un complotto per assassinare la famiglia reale. 
- Ascolti USA: telespettatori 825.000 – rating/share 18-49 anni.[4]

## Demon
- Titolo originale: Demon
- Diretto da: Greg Franklin
- Scritto da: Myles Langlois

Apollo e i suoi amici eroi vanno in vacanza in campeggio per rilassarsi, ma finiscono per scoprire dei rituali nefasti di un culto malvagio.
- Ascolti USA: telespettatori 676.000 – rating/share 18-49 anni.[5]

## Bellenus Blade
- Titolo originale: Bellenus Blade
- Diretto da: Griffith Kimmins
- Scritto da: Myles Langlois

Apollo ha finalmente l'opportunità di tornare sulla Terra. Tuttavia, prima di andarsene, visita Daphne per convincerla a seguire il suo vero destino.
- Ascolti USA: telespettatori 868.000 – rating/share 18-49 anni.[6]